# Sprawa zabójstwa Krzysztofa Olewnika
Krzysztof Olewnik (ur. 3 czerwca 1976, zm. 5 września 2003) – syn płockiego przedsiębiorcy Włodzimierza Olewnika i Ewy Olewnik, został porwany w nocy z 26 na 27 października 2001, po czym zamordowany 5 września 2003, pomimo przekazania porywaczom okupu.
Za winnych zabójstwa zostali uznani: Robert Pazik, ps. „Pedro” (ur. 1969, zm. 19 stycznia 2009 w Płocku) oraz Sławomir Kościuk (ur. 1956, zm. 4 kwietnia 2008 w Płocku). Obaj zabójcy, a także osadzony na etapie postępowania przygotowawczego (formalnie: podejrzany, a nie skazany) w tej samej sprawie domniemany szef grupy przestępczej Wojciech Franiewski, zmarli następnie w zakładach karnych, oficjalnie w wyniku samobójstw. Sprawa ta pośrednio stała się przyczyną dymisji ministra sprawiedliwości Zbigniewa Ćwiąkalskiego (20 stycznia 2009).

## Okoliczności porwania i zabójstwa

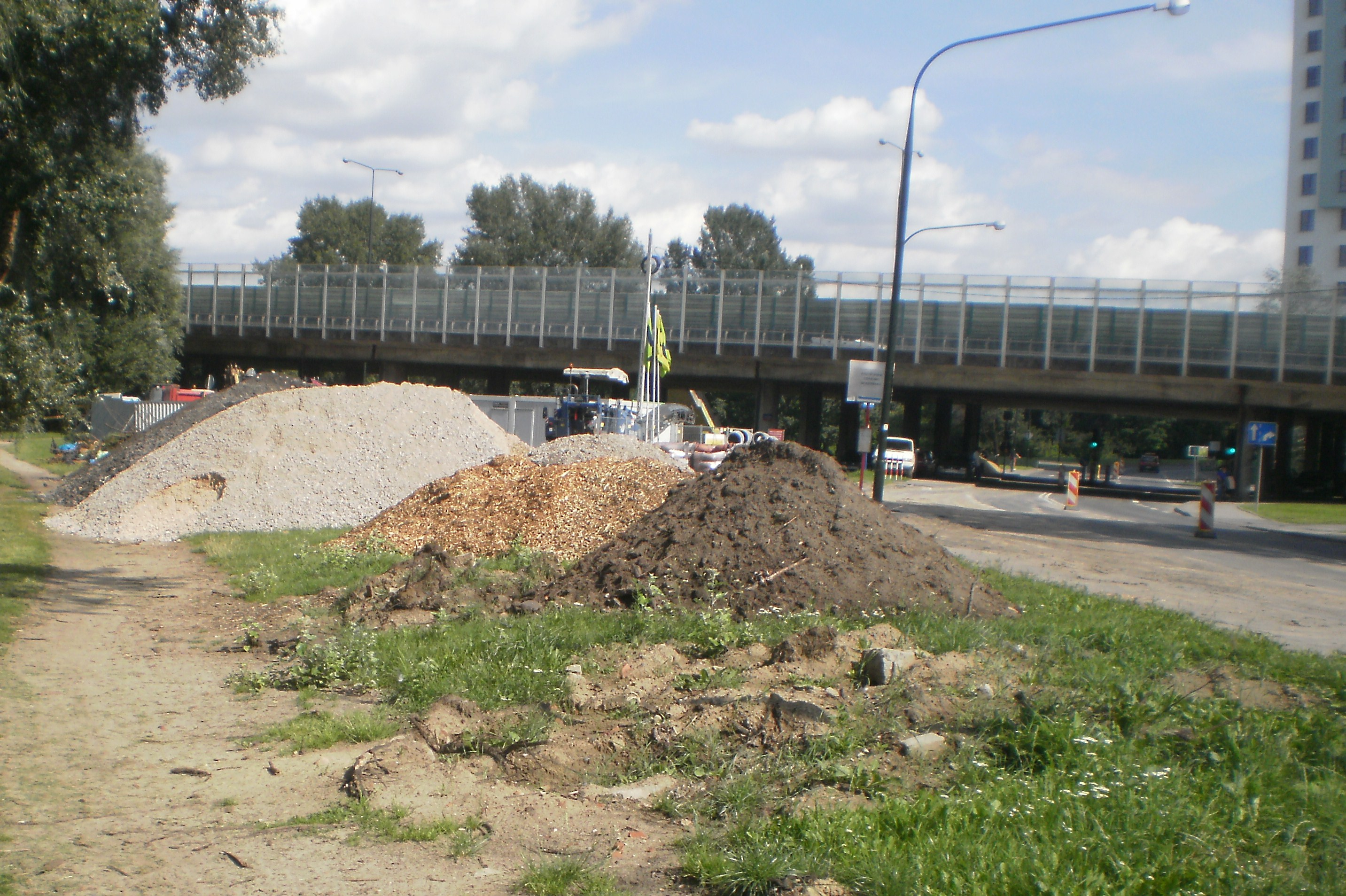
Warszawa, Trasa AK nad ul. Gwiaździstą – w tym miejscu został zrzucony okup

Krzysztof Olewnik, syn Włodzimierza Olewnika – przedsiębiorcy branży mięsnej, został porwany w nocy z 26 na 27 października 2001, ze swojej willi w Świerczynku, na przedmieściach Drobina, po imprezie, w której udział brali policjanci z Płocka. Dwa dni później porywacze zażądali od rodziny porwanego okupu, w wysokości 300 tys. dolarów. 24 lipca 2003 okup w wysokości 300 tys. euro przekazano porywaczom (po nałożonej przez porywaczy karze, w wysokości 50 tys. dolarów za nieposłuszeństwo, okup wynosił 350 tys. dolarów, po czym porywacze zamienili kwotę na 300 tys. euro). Torba z pieniędzmi została zrzucona w Warszawie, z Trasy AK na ulicę Gwiaździstą, która przebiegała pod nią. Sprawcy wywiercili wcześniej dziurę w ekranie dźwiękochłonnym, aby rodzina mogła zrzucić torbę z Trasy AK. Miejsce zrzucenia okupu znajdowało się przy lewym pasie i było oznaczone w następujący sposób: 2 migające czerwone światełka na baterie, jakie stosuje się w rowerach, a pomiędzy nimi 2 czerwone znicze, idealnie na długość samochodu, pomiędzy którymi Olewnikowie mieli zatrzymać auto i precyzyjnie w tym miejscu zrzucić okup. Porywacze podjęli okup, jednak uprowadzony nie został uwolniony. 5 września 2003 Sławomir Kościuk i Robert Pazik zamordowali Krzysztofa Olewnika, po czym zakopali jego zwłoki. Według ustaleń śledztwa Robert Pazik nałożył na głowę porwanego kilka toreb foliowych i przytrzymywał jego głowę tak, aby się udusił, przytrzymując nozdrza.
Przed śmiercią, Krzysztof Olewnik przetrzymywany był w nieludzkich warunkach, bity i zmuszany do przyjmowania leków psychotropowych.
Według jednej z tez, branej pod uwagę na początku śledztwa, następnie zarzuconej i ponownie analizowanej, Krzysztof Olewnik mógł upozorować własne porwanie.
Ciało Olewnika zostało odnalezione 28 października 2006 w lesie koło Różana pod Ostrołęką i pochowane 4 listopada 2006 na cmentarzu w Płocku. Miejsce ukrycia zwłok wskazał skazany później za to zabójstwo Sławomir Kościuk.

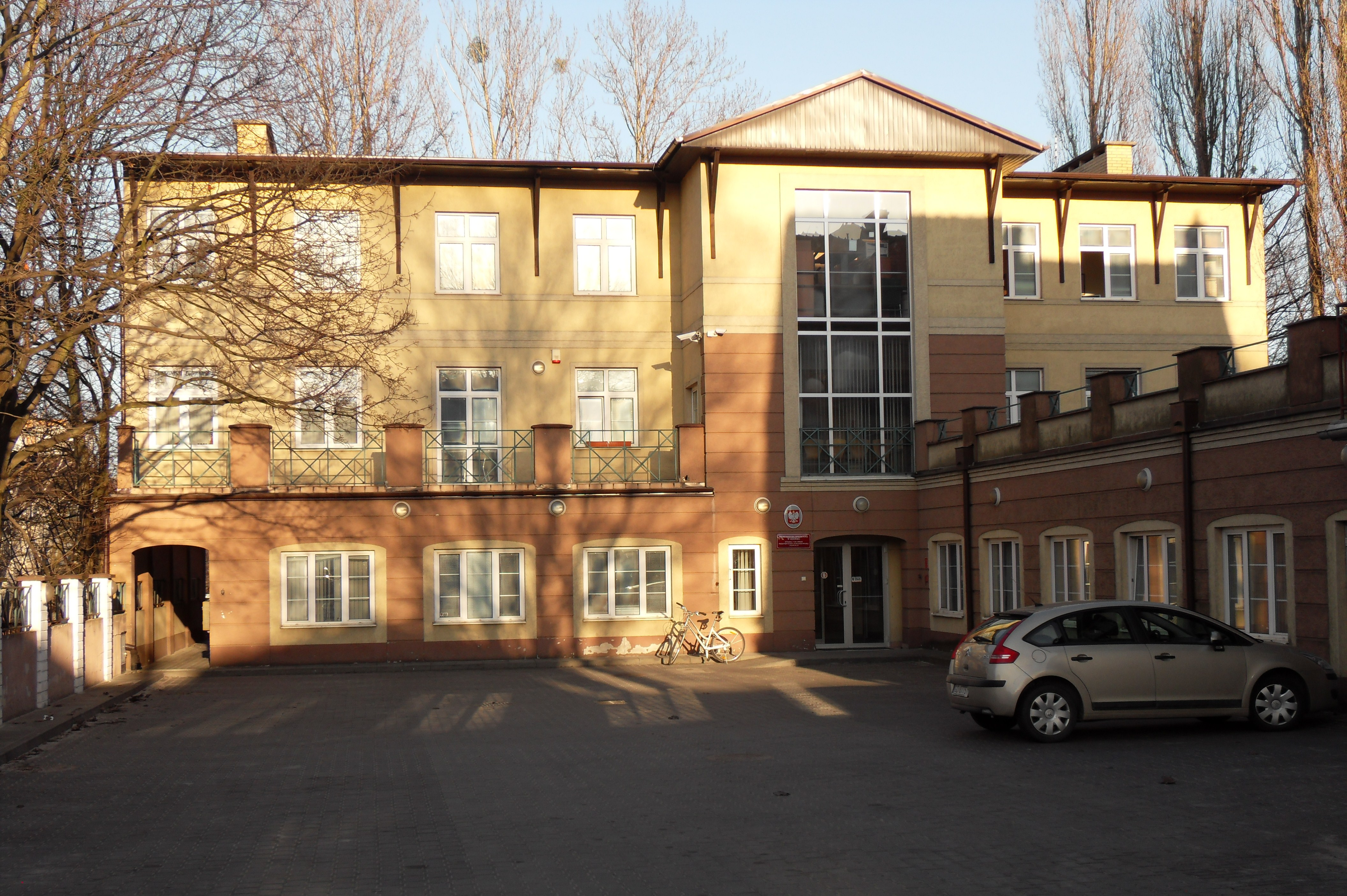
Wydział ds. Przestępczości Zorganizowanej i Korupcji Prokuratury Apelacyjnej w Gdańsku. Sopot, al. Niepodległości 741b

W 2007 roku prokurator Prokuratury Okręgowej w Olsztynie wszczął śledztwo, w którym ustalane były nieznane okoliczności porwania i zabójstwa Krzysztofa Olewnika oraz badane nieprawidłowości przy dotychczasowych postępowaniach w tej sprawie. W maju 2008 sprawa została przeniesiona do Gdańska.
Postanowieniem prokuratora z Prokuratury Apelacyjnej w Gdańsku, prowadzącego postępowanie karne w sprawie nieprawidłowości w uprzednim śledztwie w sprawie porwania i zabójstwa, 26 stycznia 2010 przeprowadzono ekshumację zwłok Krzysztofa Olewnika. Zwłoki zostały poddane sekcji i badaniom DNA, w celu ich wiarygodnej identyfikacji. 9 marca 2010 potwierdzono, że ekshumowane zwłoki należą do Krzysztofa Olewnika.

## Wykrycie i skazanie morderców
Śledztwo w sprawie uprowadzenia, a następnie zamordowania Krzysztofa Olewnika było prowadzone w latach 2002–2008. W 2006 ujawniono jego zwłoki, ukryte przez zabójców.
W toku śledztwa aresztowano 12 uczestników porwania oraz osób uczestniczących w późniejszym przetrzymywaniu mężczyzny. 31 marca 2008 Robert Pazik i Sławomir Kościuk zostali uznani za winnych zabójstwa i skazani przez Sąd Okręgowy w Płocku na dożywotnie pozbawienie wolności. Pozostali oskarżeni zostali skazani na kary od jednego roku w zawieszeniu na 3 lata do 15 lat pozbawienia wolności, a jeden z oskarżonych został uniewinniony. 8 grudnia 2008 Sąd Apelacyjny w Warszawie utrzymał w mocy wyrok dożywotniego pozbawienia wolności dla Roberta Pazika.

## Śmierć morderców Olewnika
Zabójcy Krzysztofa Olewnika – Kościuk (2008) i Pazik (2009) oraz szef grupy Franiewski (2007) zostali znalezieni martwi w celach więziennych. Według Służby Więziennej i właściwych prokuratorów prowadzących śledztwa były to samobójstwa, bez ingerencji osób trzecich.

### Śmierć Wojciecha Franiewskiego
Przywódca grupy, która porwała Krzysztofa Olewnika, Wojciech Franiewski został znaleziony martwy w celi olsztyńskiego aresztu w nocy z 18 na 19 czerwca 2007 roku. Zmarł trzy miesiące przed rozpoczęciem procesu.
Po śmierci, w Akademii Medycznej w Gdańsku, dokonano badania próbek krwi i moczu Wojciecha Franiewskiego. Stwierdzono obecność 0,4 promila alkoholu we krwi i 0,035 mikrograma amfetaminy. Według opinii biegłych spożycie alkoholu oraz zażycie narkotyku prawdopodobnie miało miejsce na terenie aresztu. Ustalenia prokuratury nie wykluczają wersji, według której zabronione środki zostały dostarczone osadzonemu przez jednego bądź większą liczbę funkcjonariuszy SW. Istnieją okoliczności sugerujące, że Franiewski mógł być poinstruowany, jak popełnić samobójstwo. Biegły napisał: „Sposób przeprowadzenia samobójstwa świadczy o świetnej znajomości anatomii człowieka. Pętla miała zawiązane dwa supły (praktyka niespotykana). [...] Osadzony w ten sposób uniknął reakcji obronnych, nie szamotał się [...]”. Latem 2009 roku popełnił samobójstwo także strażnik więzienny, który pełnił służbę w dniu, kiedy samobójstwo popełnił Franiewski.

### Śmierć Sławomira Kościuka

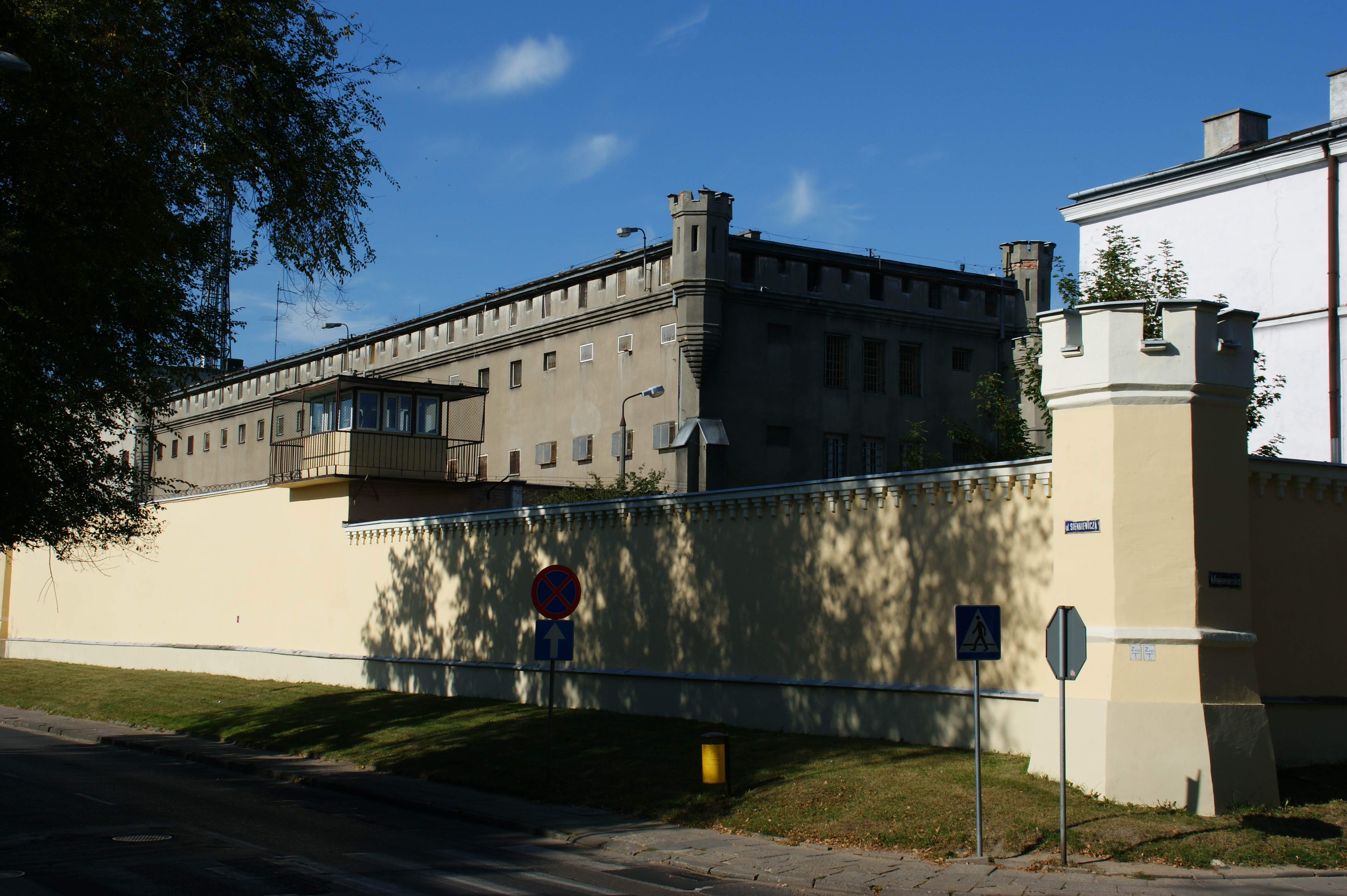
Zakład Karny Płock

Sławomir Kościuk, którego zeznania przyczyniły się do skazania pozostałych sprawców porwania i zabójstwa, został
4 kwietnia 2008 znaleziony martwy w celi aresztu śledczego w Płocku.
Do zdarzenia doszło w godzinach wieczornych między 21:18 a 22:00. Mężczyzna powiesił się w swojej celi, w kąciku sanitarnym na prześcieradle. Śmierć stwierdzili strażnicy więzienni około godziny 22:07 podczas obchodu. Kościuk przebywał w celi pojedynczej. Cela była monitorowana z wyjątkiem kącika sanitarnego z uwagi na jego przeznaczenie. Do dziś trwa dochodzenie, czy w zabójstwie Sławomira Kościuka nie brały udziału osoby trzecie. We krwi Kościuka znaleziono ilość psychotropów określaną przez biegłych jako toksyczną. Ofiara miała też złamane kilka żeber oraz dziwne otarcia na przedramionach. Zaraz po śmierci Kościuka w mediach wybuchła dyskusja na temat zaniedbań popełnionych przez policję w sprawie porwania Krzysztofa Olewnika oraz ewentualnych powiązań policji z przestępcami, a także na temat domniemanych przyczyn samobójstwa Kościuka i szefa grupy porywaczy Wojciecha Franiewskiego, który popełnił samobójstwo w czerwcu 2007 r. Po śmierci Kościuka TVN24 ujawniło między innymi pisma dyrektora okręgowego aresztu w Barczewie – Krzysztofa Strzyżewskiego – w których ten pisał o złym stanie psychicznym skazanego oraz o przyjmowaniu przez niego leków psychotropowych. Strzyżewski zalecał, aby nie umieszczać skazanego w celi pojedynczej, ale jego sugestie zostały zignorowane przez kierownictwo zakładu karnego w Płocku.

### Śmierć Roberta Pazika
Po śmierci Kościuka, Robert Pazik, pseudonim „Pedro”, został otoczony specjalnym nadzorem z uwagi na podejrzenie, iż i on może chcieć popełnić samobójstwo lub umrze za sprawą działania osób trzecich. Traktowany był jako więzień niebezpieczny. Jego cela była stale monitorowana, pokarm wydawał mu strażnik oddziałowy (zwykle pokarm wydają inni więźniowie), po spacerniaku poruszał się bez towarzystwa innych więźniów, od których był całkowicie odizolowany. Wyrok odbywał w Zakładzie Karnym w Sztumie. 9 stycznia 2009 został przewieziony do Zakładu Karnego w Płocku, ponieważ przed sądem w Sierpcu miał być przesłuchany jako oskarżony w procesie o rozboje i wymuszenia. Według jego bliskich miał wtedy stwierdzić, że to przewiezienie będzie dla niego wyrokiem śmierci. 19 stycznia 2009 około godz. 4:40 został znaleziony martwy w celi. Wstępne oględziny dały podstawy do przypuszczeń, iż popełnił samobójstwo.
Dzień po znalezieniu ciała Roberta Pazika, 20 stycznia 2009 r. do dymisji podał się minister sprawiedliwości Zbigniew Ćwiąkalski. Decyzję tę ogłosił po spotkaniu z premierem Donaldem Tuskiem. Bezpośrednim powodem dymisji był wywiad Ćwiąkalskiego w Radiu Tok FM udzielony Janinie Paradowskiej w audycji Poranek Radia Tok FM. Minister sprawiedliwości bagatelizował sprawę wiązania ze sobą samobójstw w więzieniach oraz lekceważąco odniósł się do politycznych tropów śledztwa, twierdził, że decyzja o zrezygnowaniu z funkcji ministra sprawiedliwości ma charakter „wizerunkowy”.

## Sejmowa komisja śledcza
13 lutego 2009 Sejm VI kadencji powołał Komisję śledczą do zbadania okoliczności porwania i zabójstwa Krzysztofa Olewnika. Wynikiem jej pracy jest raport opublikowany w 2011 roku.

## Tezy z publikacji prasowych
Śledztwo w sprawie porwania Olewnika według prasy ujawniło nieprawidłowości w polskich organach ścigania, m.in.:
- Śledztwo zostało powierzone przez sierpecką prokuraturę policjantom z komendy w Płocku, którzy bawili się w dniu porwania Krzysztofa u niego na imprezie, zainicjowanej przez naczelnika Wojciecha Kęsickiego. Dochodziło do takich paradoksów, że naczelnik był przesłuchiwany przez swojego podwładnego. Przebieg imprezy policjanci odtwarzali jeszcze dwa miesiące po porwaniu, bo ich przesłuchiwani koledzy zmieniali zeznania na temat celu i organizatora spotkania[17].
- Początkowo śledztwo prowadził prokurator Prokuratury Rejonowej w Płocku Leszek Wawrzyniak, któremu nie były przekazywane istotne informacje pozaprocesowe z Policji, jak np. nagranie z monitoringu hipermarketu Auchan mieszczącego się przy ulicy Modlińskiej w Warszawie, gdzie Wojciech Franiewski kupuje telefon komórkowy, z którego porywacze kontaktowali się z rodziną Olewników, bądź pisma od porywaczy. Ponadto prokurator nigdy nie był na miejscu porwania w domu Krzysztofa Olewnika[17].
- Mimo że porywacze kontaktowali się kilkadziesiąt razy z rodziną, policjanci ani razu nie sprawdzili, z jakiego numeru dzwoniono.

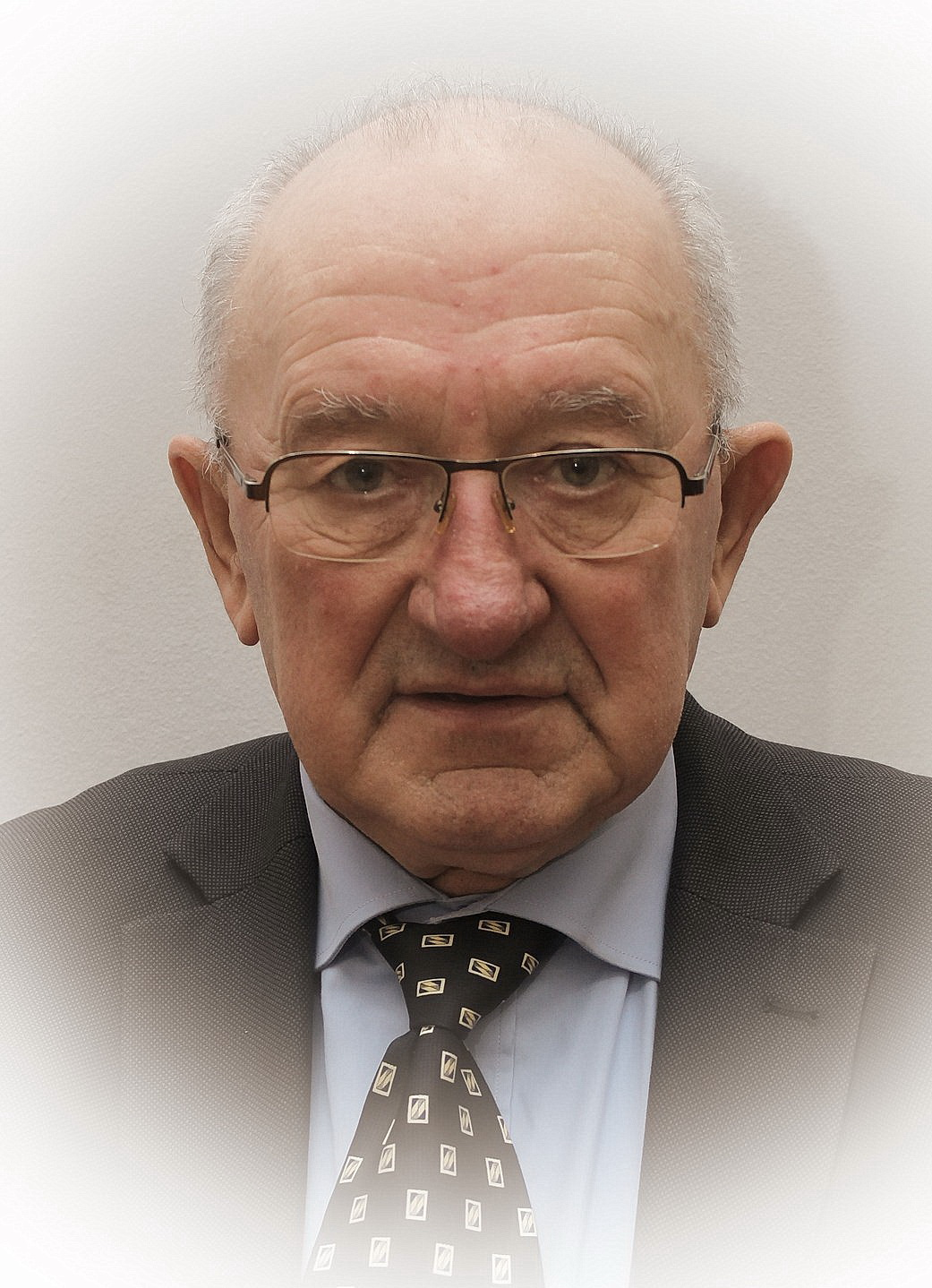
Włodzimierz Olewnik, ojciec porwanego Krzysztofa

- W czerwcu 2004 r. dwóm policjantom z wydziału kryminalnego komendy wojewódzkiej w Radomiu skradziono w Warszawie samochód marki Daewoo Nubira, a w nim 16 tomów akt śledztwa sprawy porwania Olewnika. Policjantom postawiono zarzuty, ale wkrótce prokurator umorzył postępowanie. Po aktach wszelki ślad zaginął. Samochód został skradziony spod Dworca Centralnego, w centrum Warszawy, pod okiem wielu kamer i przypadkowych przechodniów, poza tym Nubiry nie cieszyły się w tym czasie szczególnym powodzeniem u złodziei, co każe przypuszczać, że kradzież była zlecona. Następnego dnia po kradzieży Włodzimierz Olewnik otrzymał anonimowy list, w którym napisano: „Akta miały zniknąć. Dobrze, że w chwili kradzieży nie było przy nich policjantów, bo też musieliby zginąć”. Wszystko wskazuje na to, że źródłem przecieku o transporcie akt była osoba z wąskiego kręgu prokuratorów i policjantów uczestniczących w śledztwie, bowiem nikt inny nie wiedział o tym, że akta pojadą do Warszawy[18].
- W listach do rodziny porywacze używają policyjnego żargonu i świetnie znają metody pracy policji, np.: „tracimy kontrolę nad przebiegiem zdarzeń”, „skutecznie dokonać obserwacji”, „narażacie go państwo na ujęcie”[17].
- Są uzasadnione podejrzenia współpracy policjantów ze sprawcami porwania. Tak pozyskane informacje bandyci wykorzystywali do zastraszania świadków. Między innymi do jednego ze świadków – Z.K. – tuż po skończonym przesłuchaniu zadzwonił anonimowy mężczyzna i zaczął mu grozić. Usiłowano też zdyskredytować świadka, nakłaniając jego narzeczoną do złożenia obciążających go zeznań. Bandyci usiłowali zastraszyć także Iwonę K., która rozpoznała jednego z członków bandy odpowiedzialnej za porwanie i morderstwo Krzysztofa Olewnika. Niedługo po zakończeniu tych czynności, wieczorem przed jej domem w Płocku, podeszło do niej dwóch mężczyzn. Iwonie K. udało się uciec i schronić w mieszkaniu, ponieważ ścigający ją mężczyzna poślizgnął się i upadł na ziemię. Rysopis napastnika pasował do Wojciecha Franiewskiego, organizatora porwania Krzysztofa Olewnika. Podczas śledztwa nie zbadano dokładnie tych wydarzeń. Bandyci usiłowali także zmusić do milczenia jednego ze skruszonych nowodworskich przestępców: Piotra Skwarskiego ps. „Skwara”, o czym poinformowała „Rzeczpospolita”[19]. Piotr Skwarski, będący świadkiem koronnym w sprawie, ostatecznie zmarł na zawał serca na kilka tygodni przed planowanym terminem złożenia istotnych zeznań[20].
- Przekazanie okupu nastąpiło w dniu święta Policji. Mimo zapewnień nadkomisarza Remigiusza M., że policja będzie śledziła Olewników w drodze do miejsca przekazania okupu, nikt za nimi nie jechał. Policja przeprowadziła oględziny w miejscu przekazania okupu dopiero po trzech dniach od jego przekazania, zabezpieczając jedynie dwa znicze i dwie migające lampki do roweru[17].
- Policjanci nie sprawdzili również zebranych odcisków palców sprawców w policyjnej bazie danych, ani nie stworzyli portretu psychologicznego sprawcy/sprawców.
- Policja nie poinstruowała rodziny, jak ma rozmawiać z porywaczami ani jak rejestrować rozmowy telefoniczne.
- Policja nie spisała numerów seryjnych banknotów przekazanych porywaczom[21].
- Poważne zaniedbanie dotyczy kasety VHS, którą na cztery lata schowano do szuflady, choć prowadziła wprost do szefa gangu. Na kasecie widać, jak Wojciech Franiewski 28 października 2001 r., dzień po porwaniu, kupuje telefon w hipermarkecie. Z tego numeru bandyci wykonali pierwsze połączenia do rodziny, żądając okupu. Policjanci zabezpieczyli kasetę w listopadzie 2001 r. Zatajenie dowodu wyszło na jaw w maju 2005 r. Ekspedientka, która sprzedała aparat, potwierdziła, że już w 2001 r. byli u niej płoccy policjanci i pytali o nabywcę. Ale informacji od niej nie wykorzystali[22].
- W styczniu 2003 roku – na dziewięć miesięcy przed zabójstwem porwanego – jego ojciec odebrał z poczty anonimowy list treści: „Panie Olewnik, nie chcę straszyć, ale wiem, że Krzysztofowi grozi niebezpieczeństwo. Dotarła do moich uszu informacja, że porywacze mają zamiar go zabić. Jeśli pan może, niech pan odszuka Ireneusza Piotrowskiego – Bokserka. On ukrywa się koło Nowego Dworu Mazowieckiego. Kontaktuje się z nim Pazik”. Dziś wiadomo, że Ireneusz Piotrowski dwa lata więził Krzysztofa Olewnika, a Robert Pazik to zabójca, który ofiarę udusił. Włodzimierz Olewnik anonim przekazał policji, ale funkcjonariusze nie zweryfikowali go.
- W czerwcu 2008 r., jeszcze zanim uprawomocnił się wyrok na porywaczy, w Komendzie Wojewódzkiej Policji w Olsztynie pękła rura kanalizacyjna. Po godz. 16 sprzątaczki zauważyły, że dół budynku, gdzie mieszczą się magazyny dowodów rzeczowych, zalewa cuchnąca ciecz. Okazało się, że fekalia dostały się do pomieszczenia wypożyczonego przez olsztyński zarząd CBŚ do przechowywania dowodów zebranych w śledztwie dotyczącym porwania Olewnika. Nasiąknięte cuchnącą cieczą pudła i worki przeniesiono w inne miejsce, a szef olsztyńskiego CBŚ zawiadomił o zajściu prokuraturę. 13 czerwca 2008 r. Prokuratura Olsztyn-Południe wszczęła śledztwo, by wyjaśnić, czy dowodów nie zalano celowo. Miesiąc później sprawę umorzono, nie dopatrując się przestępstwa. Ucierpiało 231 dowodów rzeczowych ze sprawy Olewnika[23].
- Ojciec zamordowanego, Włodzimierz Olewnik, wielokrotnie sugerował, że w sprawę śmierci jego syna mogli być zamieszani ważni politycy[24][23].
- Sześć telefonów, które policja zabrała po przeszukaniach w firmie żony szefa gangu porywaczy, zatrzymano i po miesiącu zwrócono. W aktach nie ma śladu, czy ktoś je zbadał[25].
- W nocy z 24 na 25 lipca 2009 miało miejsce włamanie do domu obrońcy policjantów ws. porwania Krzysztofa Olewnika, mecenas Jolanty Turczynowicz-Kieryłło w Milanówku, w wyniku którego zostały skradzione 3 laptopy, 2 aparaty fotograficzne i 2 tomy akt z materiałami sprawy. Zdaniem poszkodowanej na jednym ze skradzionych komputerów znajdował się szczególnie cenny materiał: wywiad-rzeka z emerytowanym nadkomisarzem Remigiuszem M., „któremu publicznie stawia się zarzuty”. Dokument liczył około 200 stron[26][27][28].
- 17 sierpnia 2009 r. z warszawskiego mieszkania Agnieszki Jadczyszyn (asystentki posła Leszka Aleksandrzaka, członka sejmowej komisji śledczej), skradziono laptop i dyktafon. Nie zginęły pieniądze ani inne przedmioty, jednak informacje w skradzionym komputerze, były w całości oparte na jawnych dokumentach[29].
- W październiku 2010 prasa ujawniła m.in., że prokuratorzy badający ponownie sprawę wykryli na kanapie w domu Krzysztofa Olewnika krew innych dwóch osób. DNA krwi nie pasuje ani do Olewnika, ani do jego znajomych. Portal wyborcza.pl twierdzi, że zabita mogła zostać ukraińska prostytutka. Z kolei tvn24.pl twierdzi, że kobieta, której krew znaleziono w domu Olewnika, żyje[30].
- Siostra zamordowanego Krzysztofa Olewnika, Danuta Cieplińska-Olewnik, po spotkaniu z prokuratorami ujawniła najnowsze informacje dotyczące krwawych śladów znalezionych w domu Krzysztofa. Cieplińska-Olewnik zaprzeczyła, że krew znaleziona w domu miała należeć do ukraińskiej prostytutki. „Nie było Ukrainki, wykluczyła to prokuratura, atmosfera podczas spotkania była bardzo dobra” – powiedziała siostra zamordowanego, Danuta Cieplińska-Olewnik, po wyjściu z budynku prokuratury. Z informacji, jakie podał reporter TVN24, wynika, że siostra zamordowanego powiedziała poza kamerą, że krew znaleziona w domu należy do dwóch niezidentyfikowanych mężczyzn[31].
- W 2015 roku z Sądu Rejonowego w Elblągu zginęły w nieznanych okolicznościach cztery tomy akt[32].

W listopadzie 2011 roku media doniosły o działaniach prokuratury mających na celu zweryfikowanie wersji o samouprowadzeniu Krzysztofa Olewnika i sfingowaniu porwania.
Eksperyment śledczy, przeprowadzony w nocy z 26 na 27 października 2012 r., wykazał, że nie jest możliwe, by Franiewski wszedł do domu przez balkon i wpuścił porywaczy do środka oraz żeby nie zostawili oni żadnych śladów. Wniosek z tego jest taki, że ktoś musiał je posprzątać. Jest jeszcze inna możliwość – śladów nigdy nie było, bo nie było żadnego porwania. Napastnicy mieli się ukrywać w polu kukurydzy koło domu i nie jest możliwe, co udowodnił eksperyment, by nie nanieśli do mieszkania ziemi i piachu na podeszwach. Stwierdzono także, że sąsiedzi nie mogli słyszeć auta porywaczy. Eksperyment wykazał ponadto, że żona Jacka K. nie mogła widzieć porywaczy. Kobieta w swoich zeznaniach szczegółowo opisała mężczyzn, których widziała w nocy w samochodzie stojącym niedaleko jego domu.

## Literatura i film
Na podstawie historii porwania i zabójstwa Krzysztofa Olewnika powstał w 2010 r. film fabularny „Krzysztof”. Wyreżyserował go Dariusz Twaróg, a scenariusz napisała Monika Trzósło. W roli głównej wystąpił Mateusz Janicki. W 2020 roku ukazała się powieść kryminalna „Czas Wagi”, która zdaniem czytelników jest inspirowana m.in. tym zabójstwem. Autorem powieści jest Aleksander Sowa.